# 2003年全米オープン (テニス)
2003年 全米オープン（2003ねんぜんべいオープン、US Open 2003）は、アメリカ・ニューヨークマンハッタンにある「USTAナショナル・テニスセンター」にて、2003年8月25日から9月7日にかけて開催された。

## シニア

### 男子シングルス
アンディ・ロディック def.  フアン・カルロス・フェレーロ, 6–3, 7–6(2), 6–3
- ロディックは全米オープン及び4大大会初優勝。

### 女子シングルス
ジュスティーヌ・エナン＝アーデン def.  キム・クライシュテルス, 7–5, 6–1
- 全仏オープンに続く「ベルギー対決の決勝」となる。全仏決勝に続いてエナン＝アーデンが2連勝で初優勝。

### 男子ダブルス
ヨナス・ビョークマン /  トッド・ウッドブリッジ def.  ボブ・ブライアン /  マイク・ブライアン, 5–7, 6–0, 7–5

### 女子ダブルス
ビルヒニア・ルアノ・パスクアル /  パオラ・スアレス def.  スベトラーナ・クズネツォワ /  マルチナ・ナブラチロワ, 6–2, 6–2

### 混合ダブルス
ボブ・ブライアン /  カタリナ・スレボトニク def.  ダニエル・ネスター /  リナ・クラスノルツカヤ, 5–7, 7–5, 7–6(5)

## ジュニア

### 男子シングルス
ジョー＝ウィルフリード・ツォンガ def.  マルコス・バグダティス, 7–6, 6–3

### 女子シングルス
キルステン・フリプケンス def.  ミハエラ・クライチェク, 6–3, 7–5

### 男子ダブルス
悪天候のため行われず

### 女子ダブルス
悪天候のため行われず